# Łaszczowa
Łaszczowa (niem. Todten Koppe, Toten Koppe, 622 m n.p.m.) – wzniesienie w południowo-zachodniej Polsce, w Sudetach Środkowych, w Górach Bardzkich.
Góra w przeszłości nosiła nazwy: Todten Koppe, Toten Koppe, później Martwa Kopa i w końcu Łaszczowa.

## Położenie i charakterystyka
Wzniesienie położone jest w południowo-środkowej części Grzbietu Wschodniego Gór Bardzkich, na północ od przełęczy Łaszczowa, około 3 km na południe od Barda.

Góra o kopulastym kształcie i stromym północno-wschodnim i północno-zachodnim zboczu, z niewyraźnie zaznaczonym wierzchołkiem, stanowi bliźniaczą kulminację Mysiej Góry, położonej po zachodniej stronie i oddzielonej płytkim siodłem. Od wschodu i północy góra wydzielona jest doliną Węglówki. Partia szczytowa w kształcie rogala wygiętego rogami w stronę północy i wschodu, nieznacznie góruje nad przełęczą Łaszczowa, do której opada łagodnym krótkim zboczem. Zbocze północne opada w stronę doliny Węglówki. Góra tworzy zwornik, z którego rozchodzi się kilka grzbietów w formie rozrogu. Na północ odchodzi niedługie ramię do wideł Węglówki i jej dopływu. Na zachód rozciąga się ramię z Mysią Górą sięgające przez następne ramiona do Tunelowej Góry i dalej do zakola Nysy Kłodzkiej i Barda oraz do Przełomu Nysy w rejonie Dębowiny Dolnej, Podtynia i Ławicy i wreszcie przez Kłapacz do Owczej Góry nad Kłodzkiem. Na południowy wschód w stronę Kłodzkiej Góry odchodzi najdłuższy - główny grzbiet Gór Bardzkich.

## Budowa geologiczna
Góra zbudowana jest z dolnokarbońskich szarogłazów, zlepieńców i łupków ilastych struktury bardzkiej. Na południowych zboczach starsze utwory zostały częściowo zmetamorfizowane kontaktowo w wyniku oddziaływania intruzji kłodzko-złotostockiej. W strefie tej tkwią apofizy granitoidów.

## Roślinność
Zbocza i szczyt porasta w całości las regla dolnego, przeważnie świerkowy, ze znaczną domieszką buka i innych liściastych drzew. Lasy te przerzedzone są zrębami.

## Szlaki turystyczne
Południowym zboczem około 30 m poniżej szczytu prowadzi szlak turystyczny:
- niebieski – odcinek Europejskiego Szlaku Długodystansowego ze Srebrnej Góry do Lądka-Zdroju[1].